# MGM-29 Sergeant
MGM-29 Sergeant là loại tên lửa đất đối đất nhiên liệu rắn tầm ngắn của Lục quân Mỹ được phát triển bởi Jet Propulsion Laboratory. Tên lửa được chế tạo bởi công ty Sperry Utah. Sergeant là loại tên lửa thứ ba và cũng là loại tên lửa cuối cùng được JPL chế tạo cho lục quân Mỹ.

## Phát triển
Việc phát triển tên lửa Sergeant đã được tiến hành từ năm 1948 tại phòng thí nghiệm JPL. Phần lớn công việc liên quan đến chương trình Corporal nhằm phát triển động cơ tên lửa Sergeant đã được chuyển giao cho bộ phận phát triển động cơ tên lửa Redstone tại tập đoàn Thiokol. Việc phát triển bị dừng lại vào tháng 4 năm 1951. Vào thời điểm này Lục quân Mỹ cũng đang tiến hành chương trình tên lửa Hermes nhiên liệu rắn. Hermes RV-A-10 (A2) là một thiết kế thành công nhưng cũng không được tiếp tục phát triển, động cơ nhiên liệu rắn của nó đã trở thành hình mẫu cho các động cơ sau này.
Việc phát triển tên lửa Sergeant đã được tiếp tục vào tháng 1 năm 1955. Có ba bước phát triển tên lửa cơ bản được lên kế hoạch: chứng minh tính khả thi vào năm 1955-1957, phát triển thử nghiệm vào năm 1958 và 1959, tiếp theo là đánh giá kỹ thuật lần cuối vào năm 1960 và 1961. Động cơ tên lửa được thiết kế bởi JPL và do Thiokol chế tạo. Picatinny Arsenal đảm trách cung cấp đầu đạn cho tên lửa. Các thiết bị hỗ trợ mặt đất và xe tên lửa được giao cho JPL. Tính đến mùa thu năm 1956 người ta quyết định dừng việc bổ sung tên lửa Corporal III để tập trung phát triển tên lửa Sergeant có tính thực tiễn cao hơn. Lần phóng thử nghiệm diễn ra vào đẩu năm 1956 đã dẫn đến việc thay đổi đáng kể về thiết kế.  Tính đến tháng 7 năm 1961, Sergeant tỏ ra có nhiều khiếm khuyết về tính kiểm tra, khó sửa chữa, độ tin cậy và giới hạn hoạt động ở nhiệt độ thấp. Sergeant đã sẵn sàng đưa vào trang bị tuy nhiên nó không thể trở thành loại vũ khí mà Lục quân Mỹ yêu cầu. Khi so sánh với tên lửa MGM-5 Corporal, các thiết bị hỗ trợ mặt đất của tên lửa Sergeant giảm chỉ còn 1/3, có thể phóng trong vòng vài phút thay vì sau nhiều giờ sau khi tới địa điểm phóng đối với tên lửa Corporal. Nó cũng miễn nhiễm trước các biện pháp đối phó của kẻ địch. Sergeant dễ dàng vận hành và bảo trì.  MGM-29 Sergeant mang theo một đầu đạn hạt nhân W52 (M65). Ngoài ta nó cũng có thể thay thế bằng các đầu đạn chất nổ mạnh, văng mảnh, đầu đạn sinh/hóa. Đầu đạn sinh học M210 và đầu đạn hóa học M212 đã được phê duyệt nhưng không bao giờ được sử dụng.

## Trang bị
Tên lửa được đưa vào trang bị trong Lục quân Mỹ vào năm 1962 để thay thế tên lửa MGM-5 Corporal, bắt đầu triển khai bị tại châu Âu và Hàn Quốc năm 1963, và tại Tây Đức vào năm 1964.
Hệ thống tên lửa Sergeant về sau được thay thế bởi tên lửa MGM-52 Lance vào đầu những năm 1970s nhưng việc triển khai tên lửa Lance bị hoãn lại dẫn đến nó vẫn còn được duy trì trong trang bị. Đơn vị tên lửa MGM-29 cuối cùng trang bị trong quân đội Mỹ đã bị loại biên vào năm 1977. Hệ thống tên lửa Sergeant thường được sử dụng bởi các đơn vị dã chiến với nhiệm vụ là hỏa lực hỗ trợ cấp trung đoàn
Tên lửa MGM-29 Sergeant là tên lửa chiến thuật đầu tiên của Lục quân Mỹ sử dụng nhiên liệu rắn do đó loại bỏ được sự rườm rà của việc cần phải chuẩn bị nhiên liệu lỏng như tên lửa Corporal thuộc thế hệ trước, tuy nhiên nó vẫn cần nhiều thời gian để chuẩn bị và kiểm tra trước khi phóng tên lửa, cùng với đó là một loạt các xe hỗ trợ rơ moóc. Thời gian chuẩn bị phóng đã được rút ngắn ở các thế hệ tên lửa tiếp theo như Blue Water và sau đó là tên lửa Lance.
Tên lửa có lực đẩy lúc bắt đầu phóng tên lửa là 200 kilônewtơn (45.000 lbf), khối lượng phóng 4.530 kilôgam (9.990 lb), đường kính tên lửa 790 milimét (31 in), độ dài 10,52 mét (34,5 ft) và sải cánh 1,80 mét (5 ft 11 in). Tên lửa MGM-29 Sergeant có tầm bắn tối thiểu 40 kilômét (25 mi), và tối đa là 135 kilômét (84 mi). Công ty Thiokol là nhà phát triển động cơ cho tên lửa Sergeant—và tầng tên lửa Castor được thiết kế dựa trên nó—tại Redstone Arsenal gần Huntsville, Alabama.

### Dẫn xuất
Động cơ nhiên liệu rắn của tên lửa Sergeant về sau trở thành một phần của thiết kế động cơ tên lửa nhiều tầng. Nó được sử dụng trong tầng đẩy thứ hai, thứ ba, và thứ tư của tên lửa đẩy Juno I-là loại tên lửa đã phóng lên quỹ đạo vệ tinh đầu tiên của Mỹ, Explorer 1.
Tầng đẩy Castor cũng là một thiết kế sử dụng thiết kế của động cơ tên lửa Sergeant, được sử dụng làm tầng đẩy thứ hai của tên lửa đẩy Scout. Các cụm tên lửa Sergeant được sử dụng làm tầng đẩy thứ hai và thứ ba của tên lửa Jupiter-C, và làm tầng đẩy thứ hai, thứ ba và thứ tư của tên lửa Juno II.

## Những nước trang bị
West Germany Lục quân Đức
- 150th Rocket Artillery Battalion (1964–1976)
- 250th Rocket Artillery Battalion (1964–1976)
- 350th Rocket Artillery Battalion (1964–1976)
- 650th Rocket Artillery Battalion (1965–1976)

 Hoa Kỳ Lục quân Mỹ
- 5th Battalion, 30th Field Artillery Regiment 1963–1975 – Vicenza, Italy
- 3rd Battalion, 38th Field Artillery Regiment (1962–?) – Fort Sill
- 1st Battalion, 68th Field Artillery Regiment (1964–1970) – West Germany
- 5th Battalion, 73rd Field Artillery Regiment (1963–1975) – West Germany
- 5th Battalion, 77th Field Artillery Regiment (1963–1975) – West Germany
- 3rd Battalion, 80th Field Artillery Regiment (1964–1970) – West Germany
- 3rd Battalion, 81st Field Artillery Regiment (1963–1976)[22] – South Korea